# 26e armée (Union soviétique)
La 26e armée soviétique est une des grandes formations de l'armée rouge.

## Historique
Elle est créée en 1940. Appartenant au front du Sud-Ouest, elle est une première fois détruite lors de l'opération Barbarossa. La plupart de ses restes sont encerclés et détruits lors de la encerclement de Kiev en septembre 1941. La 26e armée est recréée en octobre 1941 par transformation du 1er corps de fusiliers de la Garde. Elle combat dans la direction d'Orel et Toula et est dissoute dès la fin du mois, ses troupes rejoignant la 50e armée (ru).
Recréée au sein du district militaire de la Volga en novembre 1941 puis affectée au front de Volkhov, elle devient en décembre la 2e armée de choc.
La 26e armée est à nouveau formée au sein du front de Carélie en avril 1942[réf. souhaitée]. Elle continue de servir après-guerre, en juin 1945, au sein du groupement sud des forces armées soviétiques. Elle est dissoute en juillet 1945.

## Ordres de batailles
En juin 1941 :
- 8e corps de fusiliers : 
  - 99e division de fusiliers (ru)
  - 173e division de fusiliers (ru)
  - 72e division de fusiliers de montagne (en)
- 8e région fortifiée
- 8e corps mécanisé (ru)

En décembre 1941 :
- 327e division de fusiliers
- 329e division de fusiliers (ru)
- 344e division de fusiliers
- 73e division de cavalerie
- 74e division de cavalerie

En mai 1942 :
- 23e division de fusiliers de la Garde
- 27e division de fusiliers
- 54e division de fusiliers
- 152e division de fusiliers
- 186e division de fusiliers
- 263e division de fusiliers
- 67e brigade de fusiliers marins
- 80e brigade de fusiliers marins

En mai 1945 :
- 30e corps de fusiliers
  - 36e division de fusiliers de la Garde
  - 68e division de fusiliers de la Garde
  - 21e division de fusiliers
- 104e corps de fusiliers
  - 74e division de fusiliers
  - 93e division de fusiliers
  - 151e division de fusiliers
- 135e corps de fusiliers
  - 233e division de fusiliers
  - 236e division de fusiliers